# Josefsberg
Der Josefsberg ist ein 1012 m ü. A. hoher Gebirgspass in den Türnitzer Alpen in Niederösterreich. Er führt über eine lokale Wasserscheide der Erlauf und hat den Charakter eines Talpasses zur Umgehung der Ötschergräben.
Der Pass verbindet die Orte Annaberg und Mitterbach und weist eine maximale Steigung von 10 % auf. Auf der Passhöhe befindet sich die gleichnamige Ortschaft.
Das östlich der gleichnamigen Ortschaft liegende, 1966 gegründete Skigebiet Schilifte Josefsberg auf dem Alpl (1239 m) hatte vier Lifte. Es ist seit Ende der Saison 2011/12 außer Betrieb und seit 2014 geschlossen.

## Geschichte
Laut Adressbuch von Österreich waren im Jahr 1938 in Josefsberg ein Gastwirt, ein Gemischtwarenhändler, ein Schuster und ein Landwirt mit Direktvertrieb ansässig.